# Население на Уганда
Населението на Уганда според последното преброяване от 2022 г. е 47 250 000 души.

## Численост
Численост на населението според преброяванията през годините:
| Година | Численост  |
| 1980   | 12 636 179 |
| 1991   | 16 671 705 |
| 2002   | 24 442 084 |
| 2014   | 34 634 650 |

## Възрастова сткруктура
(2006)
- 0-14 години: 50% (мъжe 7 091 763 / жени 6 996 385)
- 15-64 години: 47,8% (мъже 6 672 071 / жени 6 727 230)
- над 65 години: 2,2% (мъже 266 931 / жени 351 374)

(2009)
- 0-14 години: 50% (мъжe 8 152 830 / жени 8 034 366)
- 15-64 години: 47,9% (мъже 7 789 209 / жени 7 703 143)
- над 65 години: 2,1% (мъже 286 693 / жени 403 317)

## Коефициент на плодовитост
- 2009: 6,77
- 2010: 6,73

## Расов състав
99% от населението са черни, а около 1 % са от европейски, азиатски или арабски произход.

## Етнически състав
Населението на Уганда е съставено от множество етнически групи от чернокож тип.

## Езици
Официален език е английският.

## Религия
(2002)
- 85,1% – християни
- 12,1% – мюсюлмани
- 1,7% – други